# Euphausia fallax
Euphausia fallax is een krillsoort uit de familie van de Euphausiidae. De wetenschappelijke naam van de soort is voor het eerst geldig gepubliceerd in 1916 door Hansen.